# Lophomastix
Lophomastix is een geslacht van kreeftachtigen uit de klasse van de Malacostraca (hogere kreeftachtigen).

## Soorten
- Lophomastix altoonaensis Nyborg & Vega, 2008 †
- Lophomastix antiqua Schweitzer & Boyko, 2000 †
- Lophomastix boykoi Nyborg & Vega, 2008 †
- Lophomastix diomedeae Benedict, 1904
- Lophomastix japonica (Duruflé, 1889)
- Lophomastix kellyi Nyborg & Vega, 2008 †